# 1586 en santé et médecine
| Années de la santé et de la médecine : 1583 - 1584 - 1585 - 1586 - 1587 - 1588 - 1589    |
| Décennies de la santé et de la médecine : 1550 - 1560 - 1570 - 1580 - 1590 - 1600 - 1610 |

Cet article présente les faits marquants de l'année 1586 en santé et médecine.

## Publications
- Timothy Bright fait imprimer à Londres, chez Thomas Vautrollier (en), son Treatise of Melancholy[1].
- Jacques Guillemeau fait imprimer à Paris, chez Jean Charron, son Anatomie universelle du corps humain en tables methodiques[2].

## Événements
- Une épidémie de typhus se déclare à Exeter[3].
- Rodrigo Lopez devient le médecin d'Élisabeth Ire, qu'il sera plus tard accusé d'avoir empoisonnée[4].

## Naissances
- Théophraste Renaudot (mort en 1653), journaliste, médecin et philanthrope français[5].
- Vers 1586 : Guy de La Brosse (mort en 1641), botaniste et médecin français[6].

## Décès
- 22 janvier : Louis Duret (né en 1527), « l'un des plus célèbres médecins de son temps[7] ».
- 29 mai : Adam Lonitzer (né en 1528), botaniste, naturaliste et médecin allemand[8].
- Pierre Tolet (né en 1502), doyen de la faculté de médecine de Lyon et médecin de l'Hôtel-Dieu, traducteur de Paul d'Égine en français[9],[10].